# Cottonwood Valley

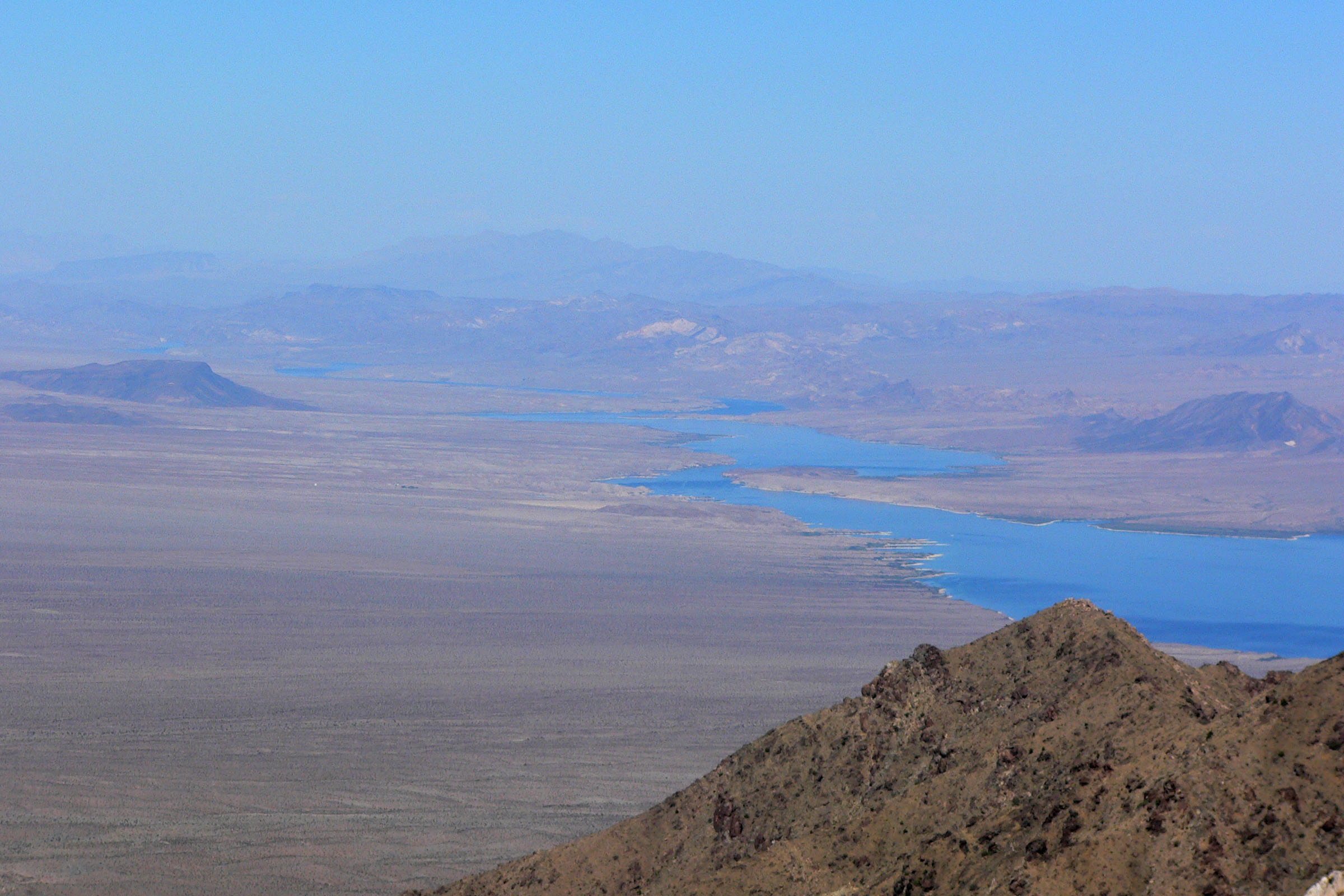
Vue légèrement à l'est du vrai Nord. La partie de la vallée à gauche se trouve au Nevada. La vue est prise à partir du pic, au sein des, avec le lac Mohave en arrière-plan.

Cottonwood Valley (« vallée des peupliers ») est une large vallée, sur le Colorado, à la frontière entre le comté de Mohave, dans l'Arizona et le comté de Clark, dans le Nevada. Elle s'étend à l'est et à l'ouest de la rivière dans les deux États et est la première à l'échelle de la vallée du sud du Black Canyon du Colorado, le dernier d'une série de grands canyons que le Colorado traverse après avoir quitté les Montagnes Rocheuses sur son chemin vers l'ouest et où il bifurque au sud vers le golfe de Californie,. Elle mesure 32 km de long sur 26 km de large.
L'ensemble du Colorado dans la Cottonwood valley et dans le cours inférieur du Black Canyon est recouvert par le lac Mohave depuis l'achèvement du barrage Davis en 1951.